# Ophiopogon mairei
Ophiopogon mairei är en sparrisväxtart som beskrevs av Augustin Abel Hector Léveillé. Ophiopogon mairei ingår i släktet Ophiopogon och familjen sparrisväxter. Inga underarter finns listade i Catalogue of Life.